# 伯方島インターチェンジ
伯方島インターチェンジ（はかたじまインターチェンジ）は、愛媛県今治市伯方町叶浦にある西瀬戸自動車道（通称：しまなみ海道）のインターチェンジである。

## 接続する道路
- 西瀬戸自動車道（9番）
- 接続する道路：国道317号

## バス停留所
料金所外にバス停留所が設けられている。
停留所設備は高速道路外に設けられており、停車するバスはいったん料金所を出て客扱いを行う形になる。
バス事業者は伯方島バスストップ（はかたじまバスストップ）という呼称を使用している。
なお、このバスストップは一般路線も停車する。

### 停車する路線
- しまなみライナー（広交観光・瀬戸内運輸・瀬戸内しまなみリーディング）
  - 広島 - 今治
- しまなみライナー（中国バス・鞆鉄道・瀬戸内運輸・瀬戸内しまなみリーディング）
  - 福山 - 今治
- いしづちライナー（瀬戸内運輸・阪神バス）
  - 大阪梅田・神戸三宮 - 今治
- （特急）松山 - 今治 - 大三島線（瀬戸内運輸）
  - 大三島 - 今治 - 松山
- （急行）今治 - 大三島線（瀬戸内海交通）
  - 大三島 - 今治
- 伯方島島内一般路線（瀬戸内海交通）
  - 伯方島循環線

## 料金所

### 入口
- レーン数:1
  - ETC・一般:1

### 出口
- レーン数:2
  - ETC専用:1
  - 一般:1

## 周辺
- 伯方・大島大橋
- 大三島橋
- 道の駅伯方S・Cパーク
- 伯方警察署
- ドルフィンファームしまなみ

## 隣
西瀬戸自動車道
(8)大三島IC/BS - 上浦PA/BS（PAは下り線のみ） - (9)伯方島IC/BS - (10)大島北IC - 大島BS